# Eastcote (Metropolitano de Londres)
Eastcote é uma estação do Metrô de Londres em Eastcote no oeste da Grande Londres. A estação fica no ramal de Uxbridge da linha Metropolitan e da linha Piccadilly, entre as estações Rayners Lane e Ruislip Manor. A estação está localizada na Field End Road. Está na Zona 5 do Travelcard.

## História

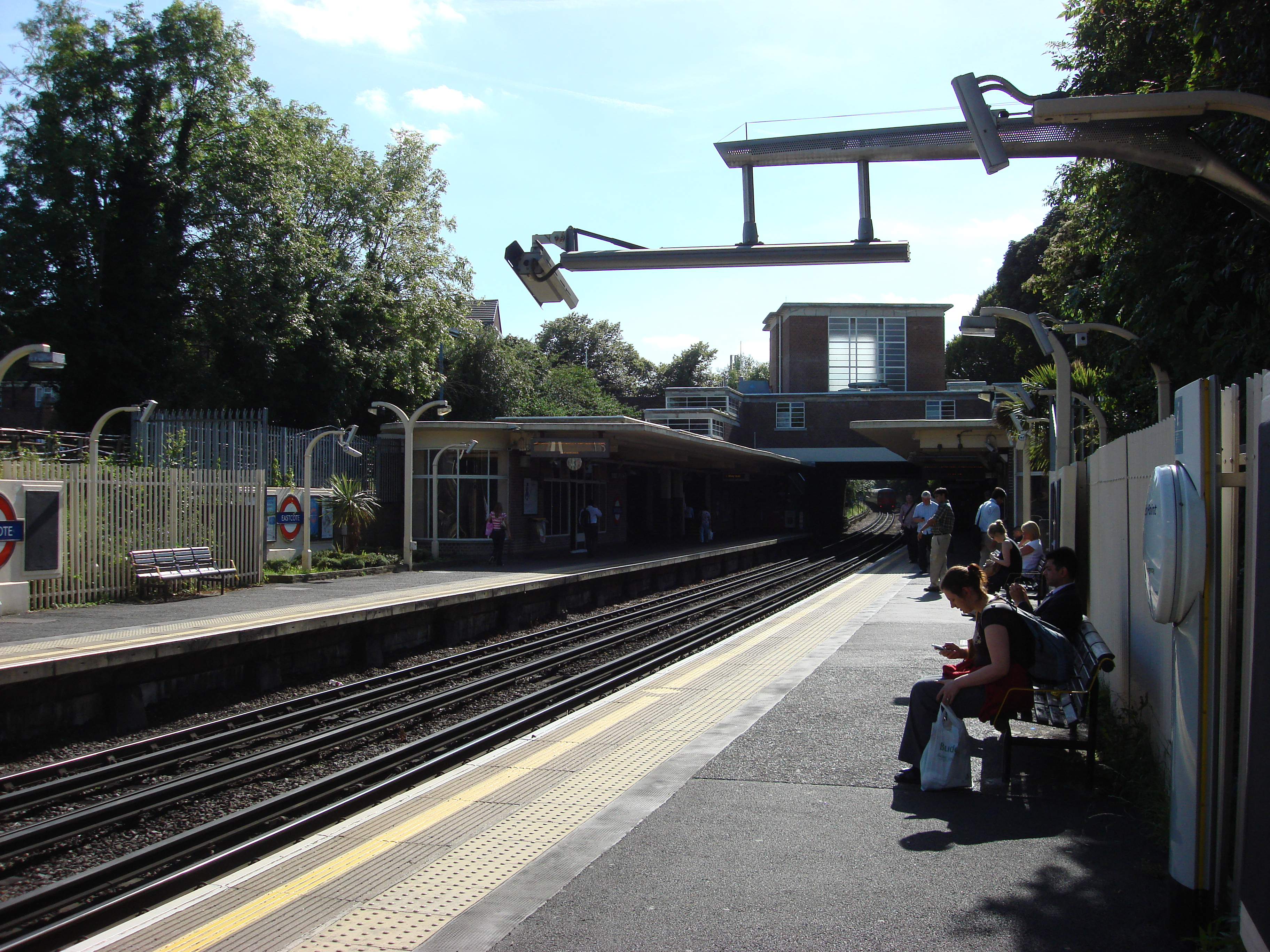
Vista da plataforma leste

A Metropolitan Railway (Harrow and Uxbridge Railway) construiu a linha entre Harrow-on-the-Hill e Uxbridge e iniciou os serviços em 4 de julho de 1904 com, inicialmente, Ruislip sendo a única parada intermediária. No início, os serviços eram operados por trens a vapor, mas a eletrificação das vias foi concluída nos meses seguintes e os trens elétricos começaram a operar em 1 de janeiro de 1905.
O desenvolvimento progressivo na área norte de Middlesex nas duas décadas seguintes levou à abertura gradual de estações adicionais ao longo do ramal de Uxbridge para incentivar o crescimento de novas áreas residenciais. Eastcote foi inaugurada em 26 de maio de 1906 como Eastcote Halt.
Em 1º de março de 1910, uma extensão da linha District de South Harrow para se conectar com a Metropolitan Railway em Rayners Lane foi aberta permitindo que os trens da linha District servissem as estações entre Rayners Lane e Uxbridge a partir dessa data. Em 23 de outubro de 1933, os serviços da linha District foram substituídos pelos trens da linha Piccadilly. A estação foi reconstruída entre 1937 e 1939 com um projeto de Charles Holden, que apresenta o grande saguão de tijolos e vidro em forma de cubo, coberto com um telhado plano de concreto armado e formas geométricas típicas das novas estações construídas neste período. Os edifícios e plataformas da estação são classificados como Grau II.
A estação está rodeada pelo subúrbio de Eastcote; o centro original, agora conhecido como Old Eastcote, fica a alguma distância. O Cavendish Pavilion nas proximidades era um destino popular para passeios na primeira parte do século XX.

## Serviços

### Linha Metropolitan
A linha Metropolitan é a única linha a operar um serviço expresso, embora atualmente para os trens da linha Metropolitan na ramificação de Uxbridge, ela vá para o leste apenas nos picos da manhã (06h30 às 09h30) de segunda a sexta-feira.
O serviço fora de pico em trens por hora (tph) é:
- 8tph Eastbound para Aldgate via Baker Street (todas as estações)
- 8tph sentido oeste para Uxbridge

O serviço de pico matinal em trens por hora (tph) é:
- 2tph sentido leste para Aldgate via Baker Street (semi-rápido)
- 4tph sentido leste para Aldgate via Baker Street (todas as estações)
- 4tph sentido leste para Baker Street (todas as estações)
- 10tph sentido oeste para Uxbridge

O serviço de pico noturno em trens por hora (tph) é:
- 7tph sentido leste para Aldgate via Baker Street (todas as estações)
- 3tph sentido leste para Baker Street (todas as estações)
- 10tph sentido oeste para Uxbridge

### Linha Piccadilly
Entre Rayners Lane e Uxbridge, não há serviço da linha Piccadilly antes de aproximadamente 06h30 (segunda a sexta) e 08h45 (sábado a domingo), exceto para uma partida matinal de Uxbridge às 05h18 (segunda a sábado) e 06h46 (domingo).
O serviço fora do horário de pico em trens por hora (tph) é:
- 3tph sentido leste para Cockfosters
- 3tph sentido oeste para Uxbridge

O serviço de horário de pico em trens por hora (tph) é:
- 6tph sentido leste para Cockfosters
- 6tph sentido oeste para Uxbridge

## Conexões
As linhas dos ônibus de Londres 282 e 398 atendem a estação.